# Ladihovići
Ladihovići (Vladihovići: Ladyhovich, Vladyhovych) su staro hrvatsko pleme, nekad naseljeno na Kordunu, s obje strane Korane prema Lađevcu, Slunju izvoru rijeke Gline i Klokoču. Graničilo je sa staro hrvatskim plemenima Klokočana, Smrčkovića i Stojmerića. 
Pretpostavka je da se naselje Cvitović nekada zvalo Ladihović. Pleme Ladihovića sakupljalo se u klupe kod župne crkve sv. Nikole u Ladihoviću koja se spominje na popisu župa 1334. Uz ovu župnu crkvu spominju se i crkve sv. Marije u Gnojnicama i sv. Bernardina kod Velike Glave. Istočno od Cvitovića, uz staru cestu prema Dalmaciji, na prijelazu preko rijeke Korane nalazi se stari Kremen grad za koji se pretpostavlja da je imanje i grad za obranu plemena Ladihovića. 
Zajamčenu plemićku slobodu i posjed pleme je dobilo od kralja Karla Roberta i nasljednika mu Ludovika. Početkom 15. stoljeća zbog turskih provala propale su njihove kraljevske darovnice, koje je na molbu Domše, sina Jurja Ladihovića 1425. ponovo potvrdio kralj Sigismund.
U plemenu je bilo vlastele koja je držala kmetove, plemića jednoselaca i feudalaca doseljenih iz južnih krajeva Hrvatske. Poglavica plemena hrvatski se zvao "knežinjak", a latinski "sudac". 
Plemenska samostalnost postupno se gasi pod pritiskom moćnih feudalaca Krčkih-Frankopana koji 1442. otkupljuju Kremen grad od Ilke, udovice Domše od Ladihovića. Pod stalnom ugrozom od strane Osmanlija tijekom 15. i 16. stoljeća mnogo je ljudi raseljeno u razne krajeve, izginulo, umrlo od boleština i gladi te odvedeno u tursko ropstvo, čime se tragovi plemena gase na ovom prostoru.
Po nekim izvorima, od Cvetovića je dobilo ime selo Cvitović, a od Mikšića ili Nikšića selo Nikšić. Selo Lađevac, prije nazivano Ladanjsko polje i Lade, vjerojatno svoje ime vuče prema ovom plemenu.

## Vlastela i plemići plemena Ladihović
Poglavita vlastela bili su: Fabianići, Nemanići, Herendići, Sankovići, Nikšići ili Mikšići i Cvetovići. Još se spominju Bežanići, Duljančići, Fabkovići, Hrčići, Lackovići, Mihalovići, Pivičići, Stipetići, Stoići, Štefačići, Vitalići, Vukovići, Žibrinjci, Žilkovići. Također se navode knežinjaci: Tomai Kačizić (1461), Šimun (1464), Bror Govorković (1493), Ivan Lovorković (1501), Ivan Nemanić-sudac plemić (1540), a godine 1555. navodi se župnik Grgur Stoić koji je vjerojatno posljednji župnik u Ladihovićima koji je doživio propast Kremena i svog plemena.